# Codington County
Codington County är ett administrativt område i delstaten South Dakota, USA, med 27 227 invånare. Den administrativa huvudorten (county seat) är Watertown.

## Geografi
Enligt United States Census Bureau har countyt en total area på 1 857 km². 1 781 km² av den arean är land och 76 km² är vatten.

### Angränsande countyn
- Grant County, South Dakota - nordost
- Deuel County, South Dakota - sydost
- Hamlin County, South Dakota - syd
- Clark County, South Dakota - väst
- Day County, South Dakota - nordväst